# District de Lohit
Le district de Lohit est un district de l'état de l'Arunachal Pradesh, en Inde,

## Géographie
Au recensement de 2011, sa population compte 145 538 habitants.
Son chef-lieu est la ville de Tezu. 